# Férfi 500 méteres gyorskorcsolya az 1936. évi téli olimpiai játékokon
Az 1936. évi téli olimpiai játékokon a gyorskorcsolya férfi 500 méteres versenyszámát február 11-én rendezték a Rießersee jégpályán. Az aranyérmet a norvég Ivar Ballangrud nyerte meg. Magyar versenyző nem vett részt a versenyszámban.

## Rekordok
A versenyt megelőzően a következő rekordok voltak érvényben:
| Világrekord     | Allan Potts (USA)                         | 42,4 | Oslo, Norvégia                         | 1936. január 18.  |
| Olimpiai rekord | Clas Thunberg (FIN) · Bernt Evensen (NOR) | 43,4 | St. Moritz, Svájc                      | 1928. február 13. |
| Olimpiai rekord | Jack Shea (USA)*                          | 43,4 | Lake Placid, Amerikai Egyesült Államok | 1932. február 4.  |

*A versenyen egyszerre 6 versenyző volt a jégen.
A versenyen olimpiai rekordbeállítás született:
| Ivar Ballangrud (NOR) | 43,4 | Garmisch-Partenkirchen, Németország | 1936. február 11. |

## Végeredmény
Mindegyik versenyző egy futamot teljesített, az időeredmények határozták meg a végső sorrendet. Az időeredmények másodpercben értendők. A rövidítések jelentése a következő:
| - OR: olimpiai rekordbeállítás |

| Helyezés | Versenyző           | Nemzet                 | Időeredmény   |
| -------- | ------------------- | ---------------------- | ------------- |
| Arany    | Ivar Ballangrud     | Norvégia (NOR)         | 43,4 OR       |
| Ezüst    | Georg Krog          | Norvégia (NOR)         | 43,5          |
| Bronz    | Leo Freisinger      | Egyesült Államok (USA) | 44,0          |
| 4.       | Isihara Sózó        | Japán (JPN)            | 44,1          |
| 5.       | Del Lamb            | Egyesült Államok (USA) | 44,2          |
| 6.       | Karl Leban          | Ausztria (AUT)         | 44,8          |
| 6.       | Allan Potts         | Egyesült Államok (USA) | 44,8          |
| 8.       | Antero Ojala        | Finnország (FIN)       | 44,9          |
| 8.       | Jorma Ruissalo      | Finnország (FIN)       | 44,9          |
| 8.       | Birger Wasenius     | Finnország (FIN)       | 44,9          |
| 11.      | Nakamura Reikicsi   | Japán (JPN)            | 45,0          |
| 11.      | Robert Petersen     | Egyesült Államok (USA) | 45,0          |
| 13.      | Karl Wazulek        | Ausztria (AUT)         | 45,1          |
| 14.      | Alfons Bērziņš      | Lettország (LAT)       | 45,7          |
| 14.      | Dolf van der Scheer | Hollandia (NED)        | 45,7          |
| 16.      | Jānis Andriksons    | Lettország (LAT)       | 45,9          |
| 16.      | Ri Szeitoku         | Japán (JPN)            | 45,9          |
| 18.      | Axel Johansson      | Svédország (SWE)       | 46,1          |
| 19.      | Ossi Blomqvist      | Finnország (FIN)       | 46,2          |
| 19.      | Willi Sandner       | Németország (GER)      | 46,2          |
| 21.      | Ferdinand Preindl   | Ausztria (AUT)         | 46,4          |
| 22.      | Aleksander Mitt     | Észtország (EST)       | 46,6          |
| 22.      | Nandó Kunio         | Japán (JPN)            | 46,6          |
| 24.      | Lou Dijkstra        | Hollandia (NED)        | 46,7          |
| 24.      | Jan Langedijk       | Hollandia (NED)        | 46,7          |
| 24.      | Gustav Slanec       | Ausztria (AUT)         | 46,7          |
| 27.      | Ben Blaisse         | Hollandia (NED)        | 46,9          |
| 28.      | Heinz Sames         | Németország (GER)      | 47,0          |
| 29.      | Ken Kennedy         | Ausztrália (AUS)       | 47,4          |
| 30.      | Jaromír Turnovský   | Csehszlovákia (TCH)    | 47,8          |
| 31.      | Tommy White         | Kanada (CAN)           | 49,6          |
| 32.      | Oldřich Hanč        | Csehszlovákia (TCH)    | 49,8          |
| 33.      | James Graeffe       | Belgium (BEL)          | 54,6          |
| 34.      | Harry Haraldsen     | Norvégia (NOR)         | 54,9          |
| 35.      | Charles de Ligne    | Belgium (BEL)          | 1:44,6        |
| –        | Hans Engnestangen   | Norvégia (NOR)         | nem ért célba |